# Liste der Stolpersteine in Hückeswagen
In der Liste der Stolpersteine in Hückeswagen werden die vorhandenen Gedenksteine aufgeführt, die im Rahmen des Projektes Stolpersteine des Künstlers Gunter Demnig bisher in Hückeswagen verlegt worden sind.

## Verlegte Stolpersteine
| Adresse                   | Name           | Inschrift                                                                           | Verlegedatum  | Bild | Anmerkung |
| ------------------------- | -------------- | ----------------------------------------------------------------------------------- | ------------- | --- | --------- |
| Peterstraße 19 (Standort) | Bruno Blumberg | Hier ermordet Bruno Blumberg Jg. 1899 im Widerstand/KPD erschossen von SA 13.3.1932 | 21. Nov. 2016 | |           |
| Peterstraße 19 (Standort) | Johann Fries   | Hier ermordet Johann Fries Jg. 1890 im Widerstand/KPD erschossen von SA 13.3.1932   | 21. Nov. 2016 | Bild gesucht Die Wikipedia wünscht sich an dieser Stelle ein Bild vom hier behandelten Ort. Weitere Infos zum Motiv findest du vielleicht auf der Diskussionsseite . Falls du dabei helfen möchtest, erklärt die Anleitung , wie das geht. BW |           |
| Peterstraße 19 (Standort) | Wilhelm Mondré | Hier ermordet Wilhelm Mondré Jg. 1893 im Widerstand/KPD erschossen von SA 13.3.1932 | 21. Nov. 2016 | Bild gesucht Die Wikipedia wünscht sich an dieser Stelle ein Bild vom hier behandelten Ort. Weitere Infos zum Motiv findest du vielleicht auf der Diskussionsseite . Falls du dabei helfen möchtest, erklärt die Anleitung , wie das geht. BW |           |